# Nicolas Caradja
Nicolas Caradja ou Nicolae Caragea (né et mort à Constantinople 1737-1784). Prince Phanariote au service du gouvernement Ottoman qui règne sur la Valachie de 1782 à 1783.

## Origine familiale
Nicolas Caradja (roumain Caragea) est le représentant d’une nouvelle famille Phanariote les Caradja
.Fils de Constantin Caradja (mort à Constantinople en 1777) et de Zafira Sutu, il est le petit-fils du Mare Postelnic Demetrie Caradja (mort en 1737) et de Zafira Rosetti une fille du prince Antoine Rosetti.

## Hospodar de Valachie
Grand Drogman de la Sublime Porte de 1777 à 1782, il obtient comme c’était la tradition pour les titulaires de cette charge, le titre d’Hospodar de Valachie le 15 janvier 1782 après la démission d'Alexandre Ypsilántis.
Avant même de prendre possession de son poste il édicte de Constantinople un nouvel impôt de 10 piastres par foyer. Devant les réclamations des Boyards il réduit ce nouveau prélèvement à 6 piastres. Comme Nicolas Caradja n’avait pas une grande fortune personnelle et avait dû souscrire de nombreux emprunts pour satisfaire ses créanciers, il demande au gouvernement provisoire de la principauté de lui faire parvenir 600.000 piastres à Constantinople pour couvrir les frais de voyage de sa nombreuse famille et distribuer des «remerciements» aux ministres Ottomans.
Dès son arrivée à Bucarest le 6 septembre 1782 il reçoit un Firman de la Sublime Porte qui lui ordonne d’envoyer à Constantinople la provision de blé d’automne. La récolte a été tellement mauvaise en Valachie qu’il doit effectuer des prélèvements supplémentaires sur la population pour pouvoir acheter des céréales en Transylvanie et satisfaire le gouvernement.
C’est sous son règne que l’Empire russe établit des Consulats permanents à Bucarest et à Iași ainsi qu’un courrier bimensuel entre Saint-Pétersbourg et Constantinople. C'est par ce biais que les Valaques adressent des pétitions au Grand Vizir et au Sultan et que Nicolas Caradja est destitué dès le 17 juillet 1783
Comme de nombreux Phanariotes Nicolas Caradja est épris de culture occidentale et ses amis français l'ont proposé au titre de membre correspondant de l'Académie des inscriptions et belles-lettres de Paris.

## Union et descendance
Nicolas Caradja épouse Tarisa Mikalopoulo dont 9 enfants (6 filles et trois garçons) dont :
- Zamfira épouse d'Alexandre II Mavrocordato
- Ioannis (1770-1828) Drogman de la Flotte de 1799 à 1800 puis Grand Drogman de la Sublime Porte en 1808.
- Smaragda, femme de Nicolas Mavrocordato (-1818), mère d'Aléxandros Mavrokordátos